# 5179 Takeshima
5179 Takeshima (1989 EO1) là một tiểu hành tinh vành đai chính được phát hiện ngày 1 tháng 3 năm 1989 bởi T. Seki ở Geisei.